# Château de Furigny
Le château de Furigny est un château situé à Neuville-de-Poitou dans le département français de la Vienne.

## Histoire
Le château est inscrit au titre des monuments historiques depuis le 17 avril 1935.